# Kjerulf-Gletscher
Der Kjerulf-Gletscher (norwegisch Kjerulfbreen) ist ein Auslassgletscher auf der politisch zu Norwegen gehörenden Insel Jan Mayen. Er wurde von Henrik Mohn, dem Leiter der Norwegischen Nordmeerexpedition 1876–1878, nach dem norwegischen Geologen Theodor Kjerulf benannt.
Der Kjerulf-Gletscher nimmt seinen Anfang am äußeren Kraterrand des Beerenbergs am Hang des Hakluyttoppen. An der Flanke dieses nördlichsten aktiven Vulkans der Erde fließt er – begrenzt durch den Trollstigen im Westen sowie den Svend-Foyn-Gletscher und den Bergrücken Kvalnosa im Osten – in steilen Kaskaden bis an die Küste. Nach 6,4 km und einem Höhenunterschied von über 2000 m kalbt er direkt ins Meer. Der Kjerulf-Gletscher und seine beiden Nachbarn, der Weyprecht-Gletscher im Westen und der Svend-Foyn-Gletscher im Osten, sind die aktivsten Gletscher der Insel.